# Элдер-Парк
Элдер-Парк (англ. Elder Park) — городской парк в Аделаиде, столице Южной Австралии. Расположен на южном берегу реки Торренс и граничит с Фестивальным центром Аделаиды и Северной террасой.

## Описание
Элдер-Парк назван в честь семьи первых поселенцев Элдер, которые основали компанию Elder Smith (ранее известную как Goldsbrough Mort & Co).
В 1882 году в парке была возведена ротонда. Металлические конструкции для фонтана были сделаны на литейном заводе Saracens в Глазго. Недалеко от парка Элдер причаливают речные трамвайчики Popeye, на которых проходят прогулочные экскурсии по реке Торренс. Через Элдер-Парк также проходит Линейный парк Торренса.
Парк служит местом проведения ежегодных «Рождественских гимнов при свечах», а также здесь проводится «Симфония под звёздами» и Фестиваль искусств в Аделаиде.

## Галерея

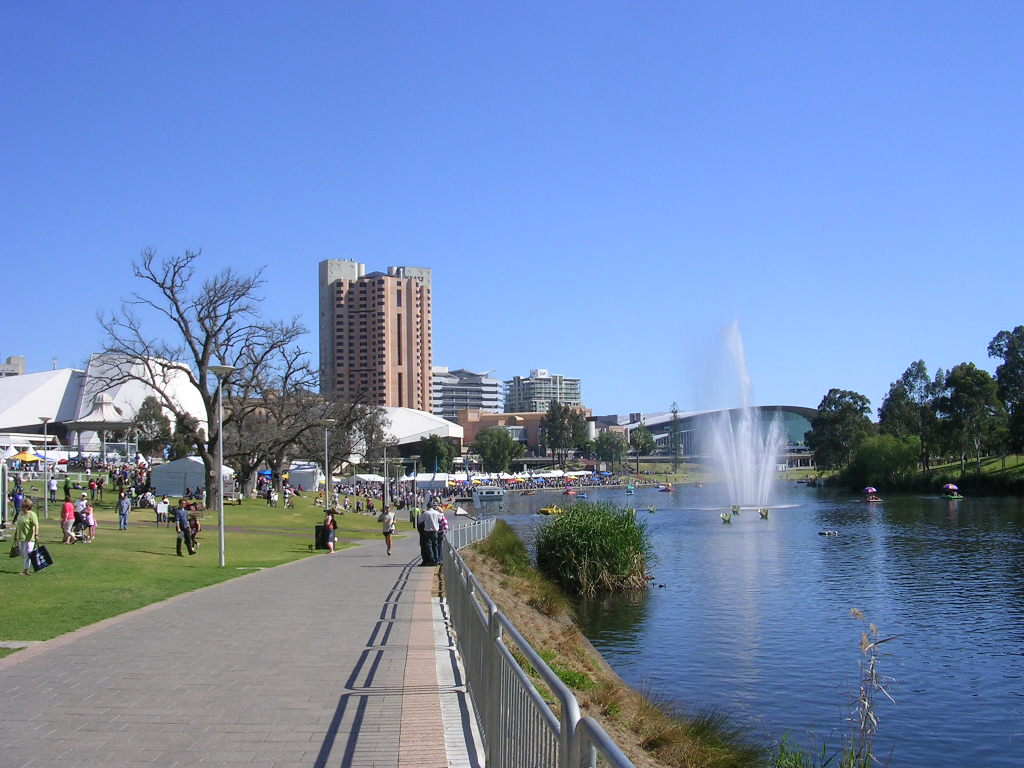
Элдер-Парк и река Торренс
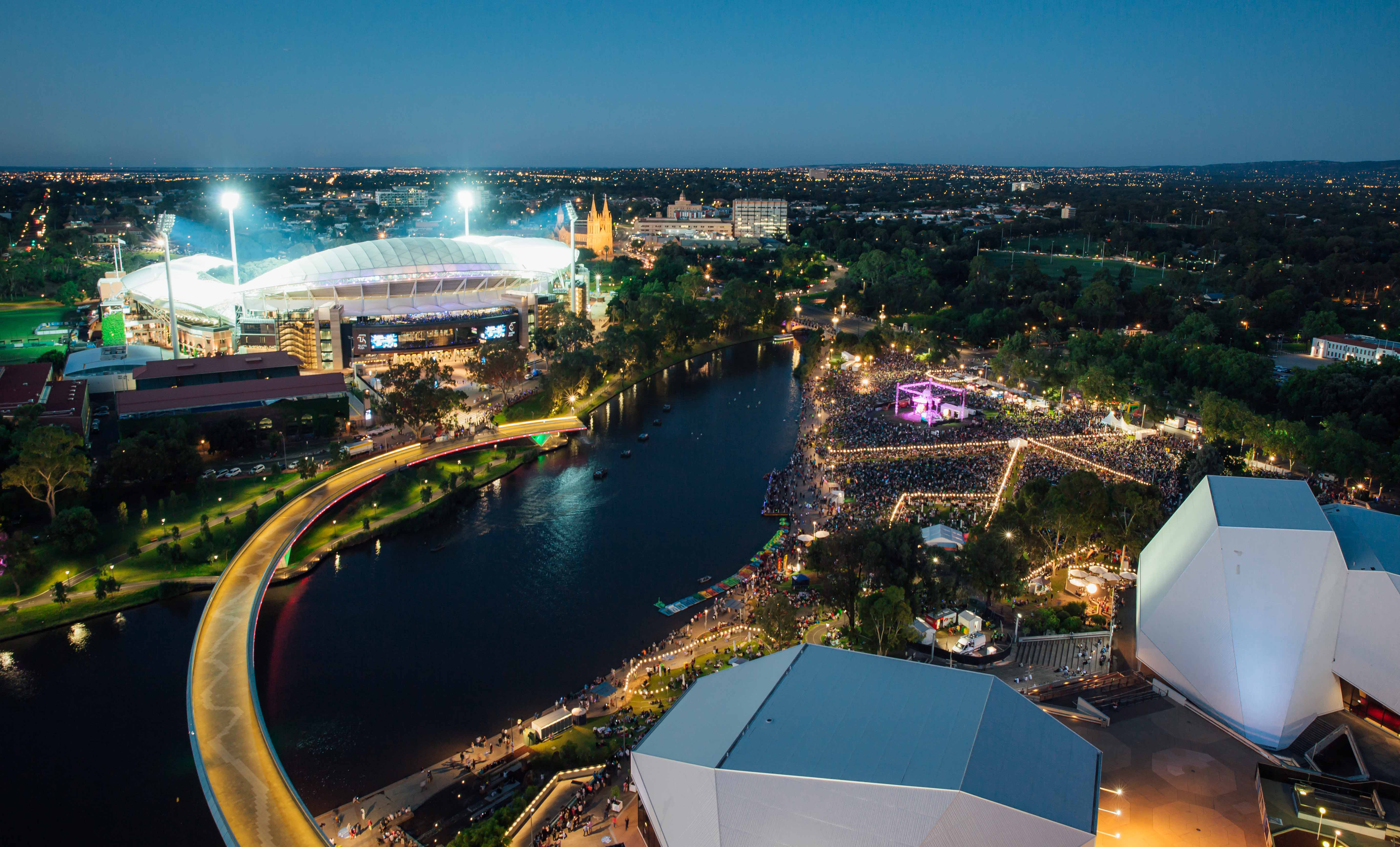
Элдер-парк и окрестности в канун празднования Нового 2016 года
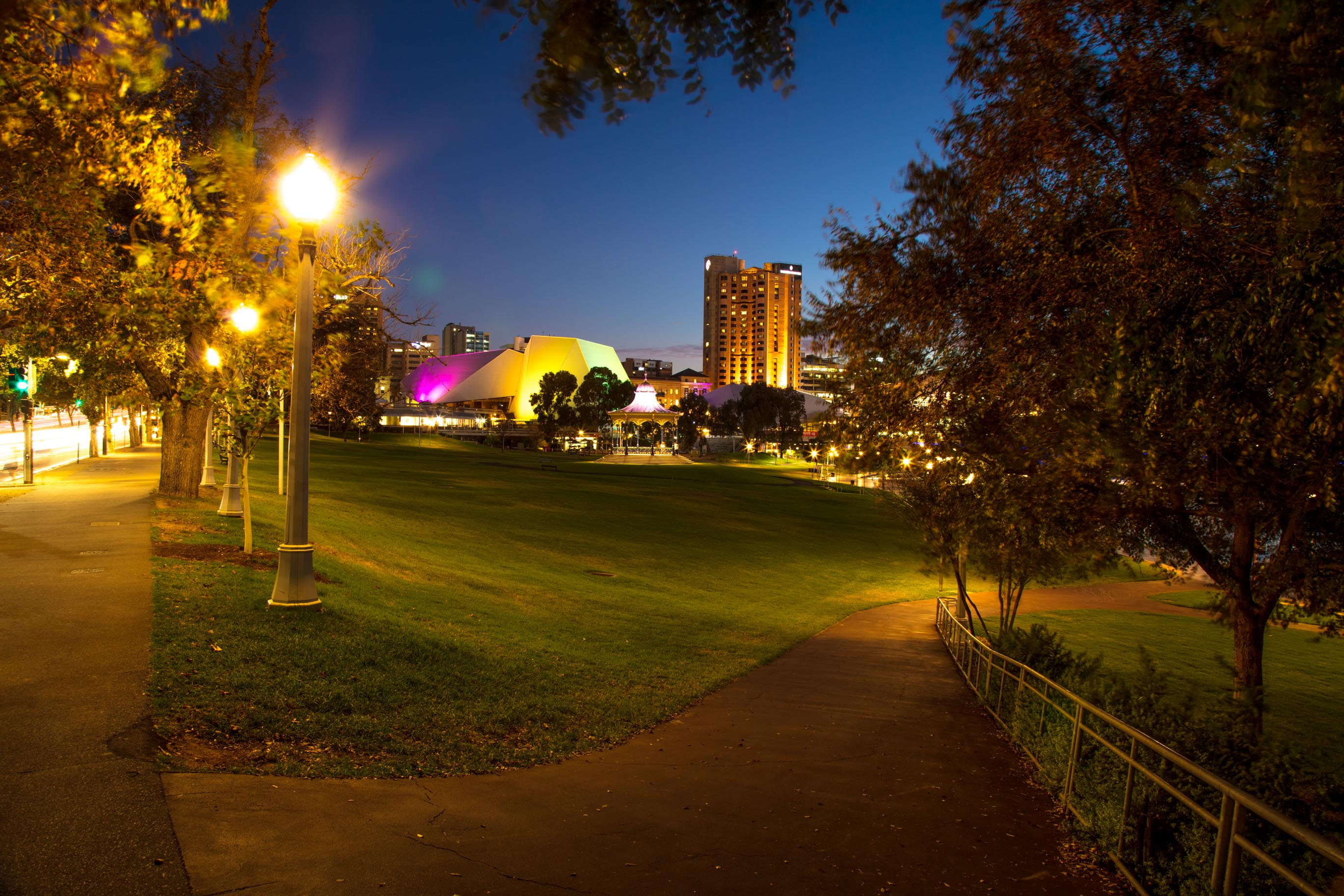
Ночной парк